# (29661) 1998 WT20
A (29661) 1998 WT20 a Naprendszer kisbolygóövében található aszteroida. A LINEAR projekt keretében fedezték fel 1998. november 18-án.